# APF-M1000
L'APF-M1000 è una delle prime console a 8 bit presentata nel 1978 dalla APF Electronics Inc.
Il controller era un joystick con integrato tastierino numerico. La APF-M1000 poteva essere utilizza con un televisore a colori e veniva venduta con il gioco Rocket Patrol. La APF-M1000 faceva parte della APF Imagination Machine.

## Specifiche tecniche

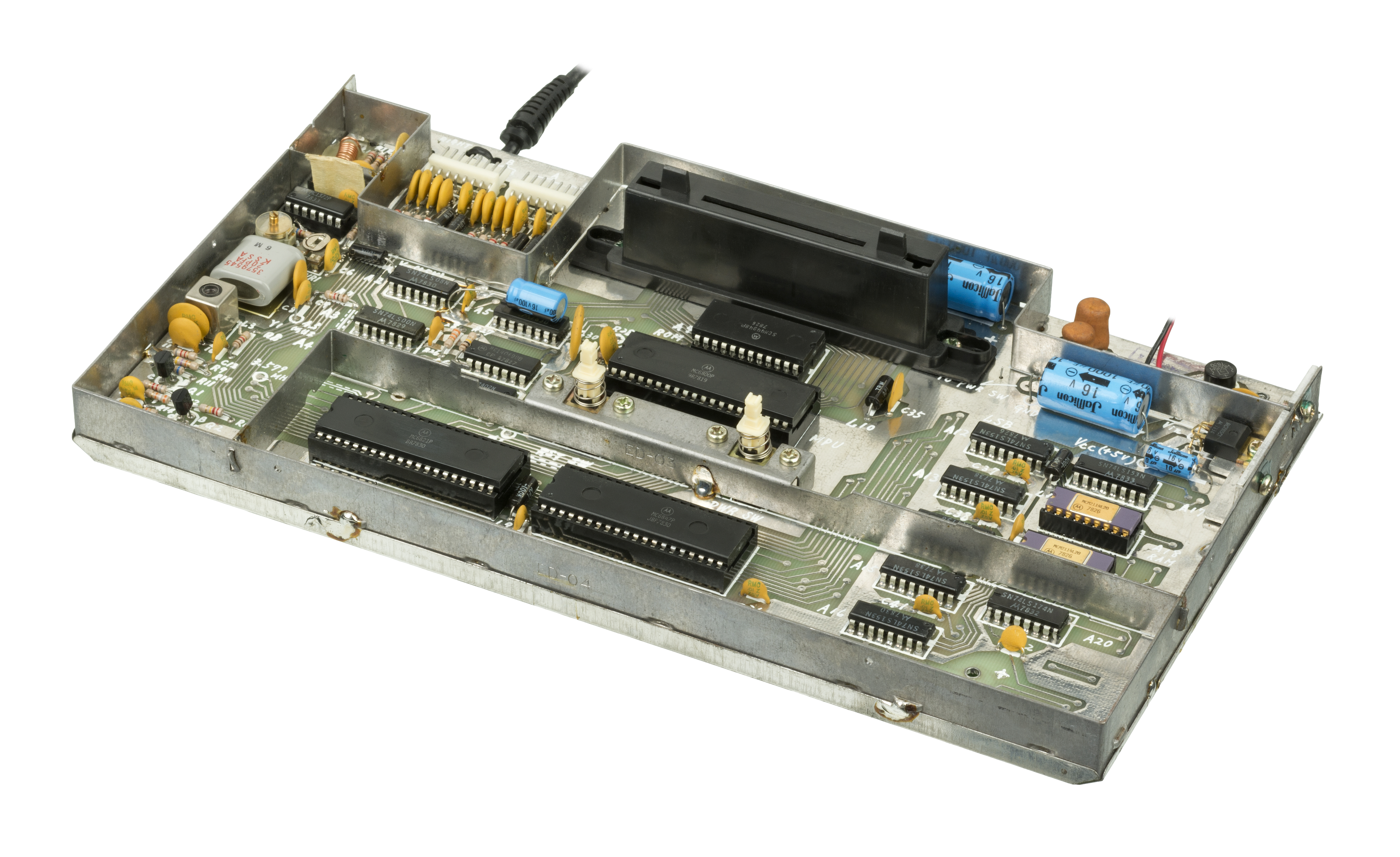
L'APF MP1000 è l'unica console basata sul processore Motorola 6800.

- CPU: Motorola 6800 (8 bit) @ 3,579 MHz
- RAM: 1KB
- Palette: 8 colori
- Risoluzione: 256x192
- Alimentazione: 7.5V AC/0.8 Amp or 12V DC/0.5 amp

## Lista delle cartucce
- MG1008 Backgammon
- MG1006 Baseball
- MG1007 Blackjack
- MG1004 Bowling/Micro Match
- MG1012 Boxing
- MG1005 Brickdown/Shooting Gallery
- MG1009 Casino I:  Roulette/Keno/Slots
- MG1001 Catena
- MG1003 Hangman/Tic Tac Toe/Doodle
- MG1011 Pinball/Dungeon Hunt/Blockout
- Built-In Rocket Patrol
- MG1013 Space Destroyers
- MG1010 UFO/Sea Monster/Break It Down/Rebuild/Shoot